# 글리제 440
글리제 440은 지구에서 15광년 떨어진 곳에 있는 백색 왜성이다. 백색 왜성은 더 이상 중심핵에서 핵융합 작용을 통해 열을 생산하지 못하며, 자신이 지니고 있는 열을 꾸준히 외부로 방출하는 단계에 있다. 글리제 440의 분광형은 DQ로, 이는 백색 왜성 중에서도 상층 대기에서 원자 및 분자 형태의 탄소 스펙트럼이 검출되는 것을 의미한다.
글리제 440의 질량은 태양의 75퍼센트 정도이다. 그러나 이 별이 주계열성이었을 시절 질량은 태양의 4.4배는 되었을 것으로 추측하고 있다. 질량으로 미루어 보면 주계열성 글리제 440은 분광형 B4 ~ B9 사이에 해당되는 청백색 별이었을 것이다. 항성은 백색 왜성이 되기 직전 점근거성가지 단계를 지나는데, 이 과정에서 대부분의 질량을 우주 공간으로 방출한다.
허블 우주 망원경이 글리제 440을 관찰한 결과, 현재 가지고 있는 기술력의 한계 내에서는 이 별 주위를 돌고 있는 동반체나 행성은 없는 것으로 밝혀졌다.
글리제 440은 울프 219 운동성군의 한 일원으로, 성군의 구성원들은 지금까지 여섯 개의 별이 알려져 있다. 이들은 모두 같은 곳에서 태어난 것으로 추측된다. 이들 운동성군 구성원들은 우주 공간을 초당 160킬로미터의 속도로 이동하고 있으며 우리 은하의 중심을 크게 찌그러진 궤도를 그리면서 공전하고 있다.

## 같이 보기
- 가까운 별 목록